# Calosoma investigator
Calosoma investigator es una especie de escarabajo del género Calosoma, familia Carabidae. Fue descrita científicamente por Illiger en 1798.
Esta especie se encuentra en varios países de Europa. También en China y Mongolia.